# Amor de Verdade
| Críticas profissionais | Críticas profissionais |
| Avaliações da crítica  | Avaliações da crítica  |
| Fonte                  | Avaliação              |
| ---------------------- | ---------------------- |
| allmusic               | [ 1 ]                  |
| Folha de S.Paulo       | [ 2 ]                  |

Amor de Verdade é o sexto álbum de carreira solo de Paulo Ricardo, vocalista da banda RPM. Foi gravado e lançado em 1999. Este disco foi premiado com Disco de Ouro pela ABPD pelas mais de 100 mil cópias vendidas no Brasil. A música "Sonho Lindo", em poucas exceções, foi tema de abertura da novela "A Usurpadora", no SBT.

## Faixas
| N.º | Título                          | Compositor(es)                   | Duração |  |
| 1.  | "Sonho Lindo"                   | Maurício Duboc / Carlos Colla    | 3:33    |  |
| 2.  | "Ninguém Vai Tirar Você de Mim" | Hélio Justo / Edson Ribeiro      | 4:12    |  |
| 3.  | "Por Amor"                      | Roberto Carlos / Erasmo Carlos   | 3:49    |  |
| 4.  | "Não Há Dinheiro Que Pague"     | Renato Barros                    | 2:58    |  |
| 5.  | "Muito Romântico"               | Caetano Veloso                   | 4:35    |  |
| 6.  | "Como se Fosse a Primeira Vez"  | Paulo Ricardo / Michael Sullivan | 4:44    |  |
| 7.  | "A Namorada"                    | Maurício Duboc / Carlos Colla    | 3:48    |  |
| 8.  | "Amor de Verdade"               | Marinho Marcos / Paulo Ricardo   | 3:56    |  |
| 9.  | "Eu Só Tenho um Caminho"        | Getúlio Côrtes                   | 5:11    |  |
| 10. | "Uma Palavra Amiga"             | Getúlio Côrtes                   | 3:50    |  |
| 11. | "Mais e Mais"                   | Michael Sullivan / Paulo Ricardo | 4:37    |  |
| 12. | "Você Não Serve pra Mim"        | Renato Barros                    | 3:45    |  |

## Créditos
- Paulo Ricardo: voz
- Tim Pierce: guitarra(faixas 1,4,6,7,9 e 12)
- Paulinho Galvão: guitarra(faixas 1,3,6,7,9 e 11)
- Neil Stubenhaus: baixos(faixas 1 e 11)
- Vinnie Colaiuta: bateria
- Márcio LoMiranda: teclados
- Masterizado por Bernie Grundman
- Mixado por Carlos Castro,Christine Sirios,Jun Murakawa,Mike Aarvold
- Luis Conte: percussão